# Reinhard Scheer
Pour les articles homonymes, voir Scheer (homonymie).

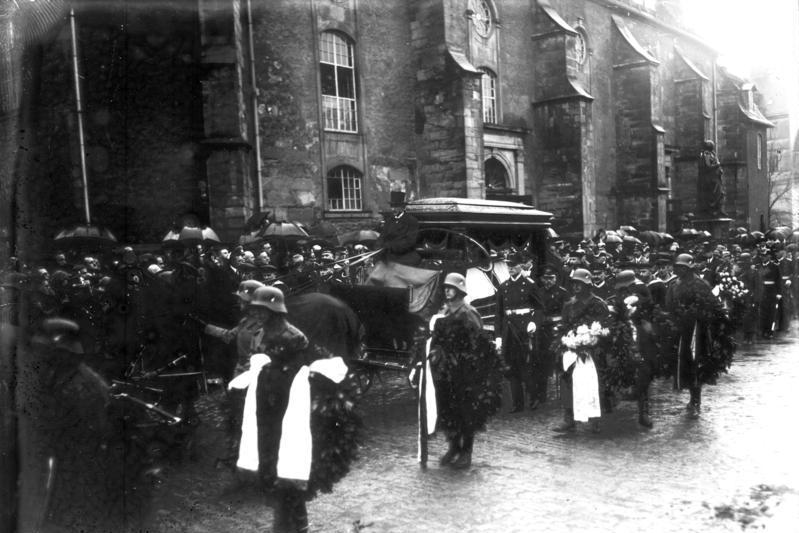
Cortège funèbre avec le cercueil de Scheer à Weimar, novembre 1928

Reinhard Scheer (30 septembre 1863 – 26 novembre 1928) est un admiral allemand. Il commandait la Hochseeflotte, la flotte de haute mer de la Marine impériale allemande pendant la bataille du Jutland, la plus grande bataille navale de la Première Guerre mondiale.

## Biographie
Scheer est né à Obernkirchen dans la principauté de Schaumbourg-Lippe. Il entre dans la Marine en 1879, devenant kapitän zur See en 1905 et konteradmiral en 1910. Personnage à la discipline stricte, il était connu dans la Marine comme l'“Homme au masque de fer” à cause de son apparence sévère.
Scheer devint chef de la Flotte de haute mer en janvier 1916 en remplacement de l'amiral Hugo von Pohl malade. Le 30 mai, il dirigea cette flotte durant la bataille du Jutland. Bien que n'ayant pas battu la Royal Navy, il réussit à éviter la destruction de la flotte allemande face à une flotte britannique plus nombreuse, ses navires infligeant même de lourdes pertes aux Britanniques. Le Kaiser Guillaume II lui offrit le titre de chevalier pour son commandement durant cette bataille, mais Scheer refusa cet honneur (son second pendant la bataille, le vice-amiral Franz Hipper qui dirigeait les croiseurs de bataille accepta, quant à lui, et fut anobli sous le nom de Franz, chevalier (Ritter, en allemand) von Hipper). Après le Jutland, Scheer ne croyait plus que la Marine britannique pût être défaite par la flotte de haute mer allemande en combat, aussi devint-il un fervent partisan de la guerre sous-marine contre les Britanniques.
Il prit sa retraite en 1918 après la mutinerie de Kiel et la révolution allemande qui s'ensuivit.
Marié en 1899 à Émilie Mohr, celle-ci et sa fille sont assassinées le 9 octobre 1920 au cours d'un cambriolage.
Scheer accepta en 1928 une invitation pour rencontrer son vieil adversaire de la bataille du Jutland, l'amiral John Jellicoe, en Angleterre, mais il meurt juste avant son voyage, à Marktredwitz. Il est enterré à Weimar où sur sa tombe, à part son nom et ses dates de naissance et de décès, n'est gravé qu'un seul mot "Skagerrak" (nom allemand du lieu de la bataille du Jutland (Skagerrakschlacht)).

## Tableau d'avancement
| Rang                 | Date de promotion |
| Cadet                | avril 1879        |
| Sea Cadet            | juin 1880         |
| Leutnant zur See     | novembre 1882     |
| Oberleutnant zur See | décembre 1885     |
| Kapitänleutnant      | avril 1893        |
| Korvettenkapitän     | avril 1900        |
| Fregattenkapitän     | janvier 1904      |
| Kapitän zur See      | mars 1905         |
| Konteradmiral        | janvier 1910      |
| Vizeadmiral          | décembre 1913     |
| Admiral              | juin 1916         |
| Retraite             | décembre 1918     |

## Navire portant son nom
Un croiseur lourd (ou cuirassé de poche) a été mis à l'eau en 1933. Il a combattu lors de la Seconde Guerre mondiale dans la Kriegsmarine. Il portait le nom d'Admiral Scheer.